# Will Clarke
William (Will) Clarke (Campbell Town, 11 april 1985) is een voormalig Australisch wielrenner. 

## Carrière
Clarke werd in 2009 vijfde op de Oceanische kampioenschappen tijdrijden bij de elite. Een jaar later eindigde hij als vierde op het nationale kampioenschap tijdrijden en als derde op het kampioenschap op de weg. Hij eindigde verrassend als derde in het eindklassement van de Ronde van Taiwan. Halverwege dat jaar maakte hij als stagiair de overstap van Genesys Wealth Advisers, een kleine Australische ploeg, naar AG2R La Mondiale. Hiermee werd hij beloond voor zijn sterke prestaties tijdens het eerste deel van dat jaar. Zijn eerste profcontract tekende hij echter bij Leopard Trek, de ploeg van onder andere Andy en Fränk Schleck en Fabian Cancellara. Ondanks dat contract brak hij niet door en behaalde hij weinig ereplaatsen. Op het einde van dat seizoen werd bekendgemaakt dat Leopard Trek samenging met Team RadioShack, waardoor niet iedereen van de huidige ploeg kon overstappen naar de nieuwe. Dit was onder andere ook het geval voor Clarke. Daarom besloot hij een stap terug te doen en tekende bij het Chinese Champion System, de ploeg van onder andere Jaan Kirsipuu.
Begin 2012 behaalde hij zijn grootste overwinning bij de profs. Hij won de tweede etappe van de Tour Down Under. Na een lange solo behaalde hij de zege met iets meer dan een minuut voorsprong op het peloton. Opvallend is wel dat hij deze zege niet behaalde met zijn huidige ploeg, maar met Team UniSA-Australia, een soort nationale selectie bestaande uit zeven Australiërs wiens ploeg niet deel mocht nemen aan deze ronde.

## Overwinningen
2012
2e etappe Tour Down Under
Proloog Ronde van Japan
2014
Proloog Ronde van Japan
Proloog Ronde van Kumano
2e etappe Ronde van Iran
2015
Proloog Herald Sun Tour
2016
Proloog Herald Sun Tour
1e en 4e etappe Ronde van Taiwan
Proloog Ronde van Oostenrijk
3e etappe Ronde van Portugal

## Resultaten in voornaamste wedstrijden
| Jaar | Ronde van Italië | Ronde van Frankrijk | Ronde van Spanje |
| ---- | ---------------- | ------------------- | ---------------- |
| 2011 |                  |                     |                  |
| 2013 |                  |                     |                  |
| 2014 |                  |                     |                  |
| 2015 |                  |                     |                  |
| 2016 |                  |                     |                  |
| 2017 |                  |                     | 157e             |
| 2018 |                  |                     |                  |
| 2019 | 141e             |                     |                  |

| Jaar | Milaan-San Remo | Ronde van Vlaanderen | Parijs-Roubaix | Luik-Bast.‑Luik | Parijs-Tours |
| ---- | --------------- | -------------------- | -------------- | --------------- | ------------ |
| 2011 |                 |                      |                |                 | 86e          |
| 2013 |                 | opgave               | 112e           | opgave          |              |
| 2014 |                 |                      |                |                 |              |
| 2015 |                 |                      |                |                 |              |
| 2016 |                 |                      |                |                 |              |
| 2017 | 156e            |                      | 70e            |                 |              |
| 2018 |                 |                      |                |                 |              |
| 2019 |                 |                      |                |                 |              |

## Ploegen
- 2008 –  Praties (vanaf 1 september)
- 2009 –  Praties
- 2010 –  Genesys Wealth Advisers
- 2010 –  AG2R La Mondiale (stagiair vanaf 1 augustus)
- 2011 –  Leopard Trek
- 2012 –  Champion System Pro Cycling Team
- 2013 –  Team Argos-Shimano
- 2014 –  Drapac Professional Cycling
- 2015 –  Drapac Professional Cycling
- 2016 –  Drapac Professional Cycling
- 2017 –  Cannondale Drapac Professional Cycling Team
- 2018 –  Team EF Education First-Drapac p/b Cannondale
- 2019 –  Trek-Segafredo
- 2020 –  Trek-Segafredo